# Bec Rond
Bec Rond är en bergstopp i Schweiz. Den ligger i distriktet Entremont och kantonen Valais, i den sydvästra delen av landet, 110 km söder om huvudstaden Bern. Toppen på Bec Rond är 2 562 meter över havet.